# 3623 Chaplin
3623 Chaplin (1981 TG2) là một tiểu hành tinh vành đai chính được Karachkina, L. G. ở Nauchnyj phát hiện ngày 4 tháng 10 năm 1981. Tên của nó được đặt để tưởng nhớ diễn viên, đạo diễn Charlie Chaplin.